# Храм Успіння Пресвятої Богородиці (Гора Сіон)
Храм Успі́ння Пресвято́ї Богоро́диці (івр. כנסיית הדורמיציון; лат. Sancta Sion, лат. Dormitio Mariae, лат. Sancta Maria in Monte Sion; грец. Αγία Σιών) — церква і німецьке бенедиктинське абатство в Єрусалимі на вершині гори Сіон, за межами стін Старого міста, близько Сіонських воріт Єрусалима. За переказами храм побудований на місці Успіння Богородиці, тобто на місці будинку апостола Івана Богослова, поруч з Світлицею Тайної Вечері.

## Історія виникнення
Згідно з переказами, тут, у апостола Івана Богослова жила і померла Пресвята Богородиця. 
- Перша візантійська базиліка на цьому місці, була побудована у 415 році і називалася Святий Сіон (грец. Αγία Σιών; лат. Sancta Sion)[2]. Вона була присвячена Таємній Вечері Ісуса Христа і Його учнів, а також сходження Святого Духа на апостолів в П'ятидесятницю. Цей храм був зруйнований при навалі персів у 614 році, після чого відновлений.
- З VII століття в північно-західному куті базиліки знаходився камінь, шанований як місце Успіння Богородиці. У 966 році храм знову був зруйнований.
- Хрестоносці відновили його на початку XII століття і назвали Sancta Maria in Monte Sion. Він був зруйнований мусульманами у 1200 році.
- В кінці XIX століття німецьким католикам, в особі Ордена бенедиктинців, вдалося придбати цю ділянку за 120 000 золотих марок у султана Абдул-Хаміда II, при посередництві імператора Вільгельма II під час його історичного візиту в Палестину в 1898 році.

## Будівництво і архітектура церкви
- У 1890 році починається будівництво. Головним архітектором проекту, задуманого як модель каролінзького собору в Ахені, став Гайнріх Ренард з Кельна, а на місці в Єрусалимі роботи проводив архітектор Теодор Сандель. Стильові особливості архітектури церкви абатства незвичайні. Вони поєднують елементи візантійського і сучасного східного стилю, як в цілому, так і в деталях. Храм Успіння Пресвятої Богородиці являє собою круглу будівлю з багатьма нішами, у яких знаходяться каплиці.
- Ця церква була освячена 19 квітня 1910 року.
- У 2006 році церква змінює свою назву на Успіння Богоматері (лат. Dormitio Mariae). Тут особливо вшановується місце з криптою, де встановлено камінь, на якому Вона спочила.

## Крипта

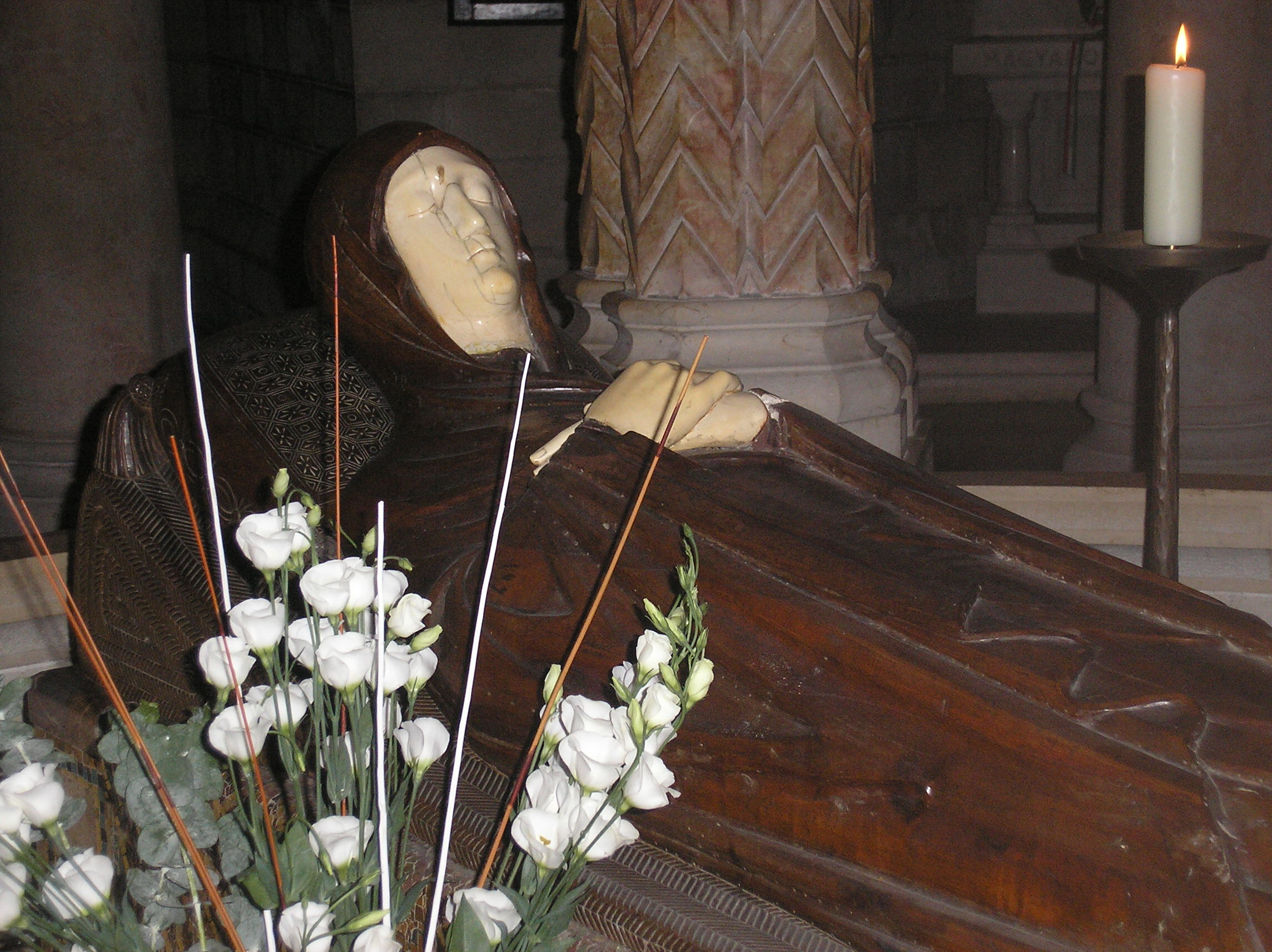
Усипальниця

У крипті храму, в центрі залу розташована скульптура Богородиці, що лежить на камені. На куполі балдахіна, що покриває скульптуру зображений Ісус Христос, який закликає Свою Мати у Своє Небесне Царство. У медальйонах, що оточують купол, розташовані зображення шести старозавітних жіночих образів: Єви, Маріам (старшої сестри Мойсея), Яїли, Юдифи, Рут та Есфірі.
Священний одр оточують шість вівтарів, дарувальниками яких стали: Австрія, Бразилія, Кот-д'Івуару, Угорщина, Венесуела, США. На них зображені свої святі і апостоли і їм, властиві власні національні стилістичні особливості. Головний вівтар в крипті присвячений Успінню: на фресці зображені апостоли, які оточили тіло Богородиці, і Христос, що возносить Її душу на Небо. Також тут зображені нинішня церква і її попередниці. Стовп під вівтарем — залишок візантійської колони.

## Галерея

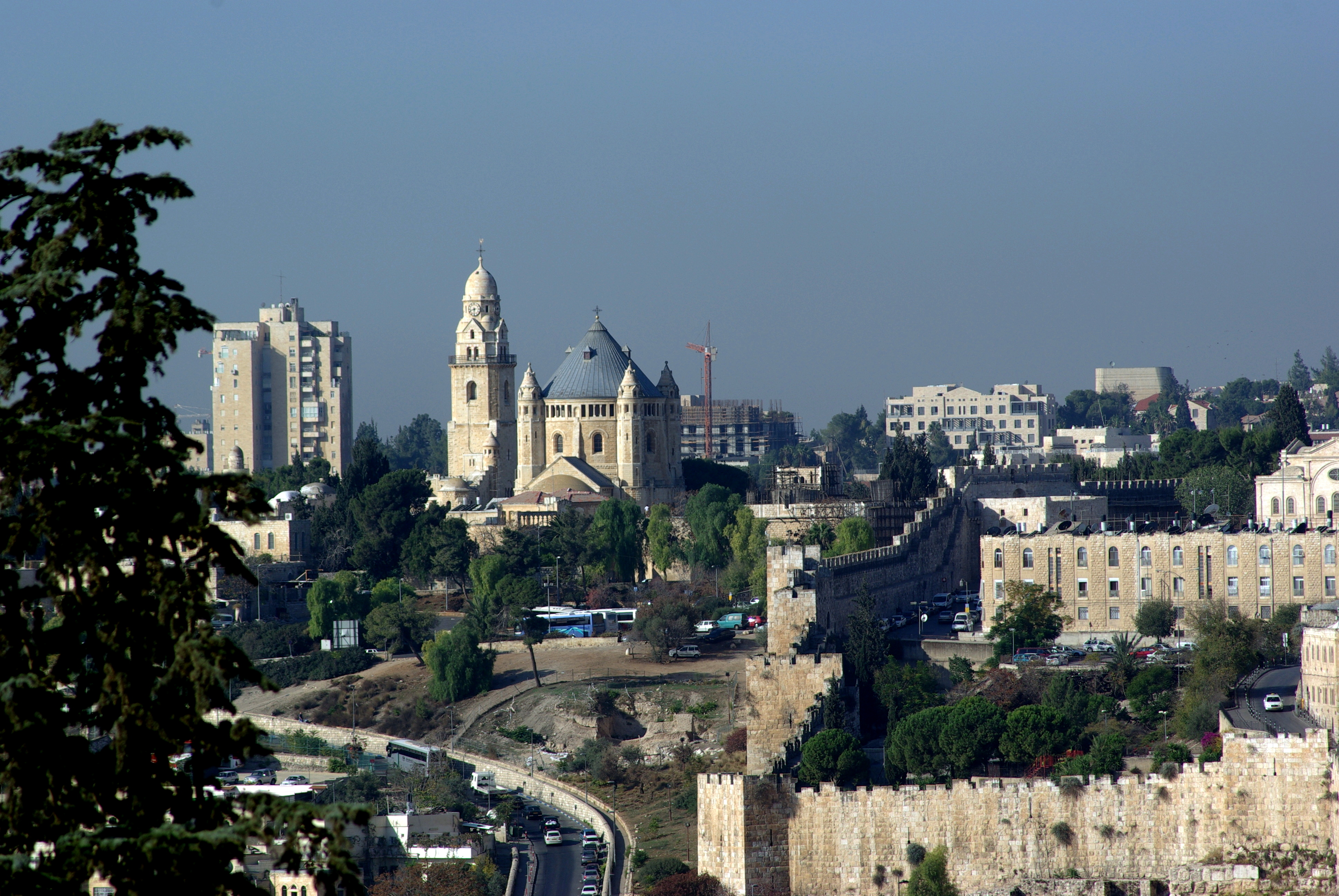
Вид з Оливної гори
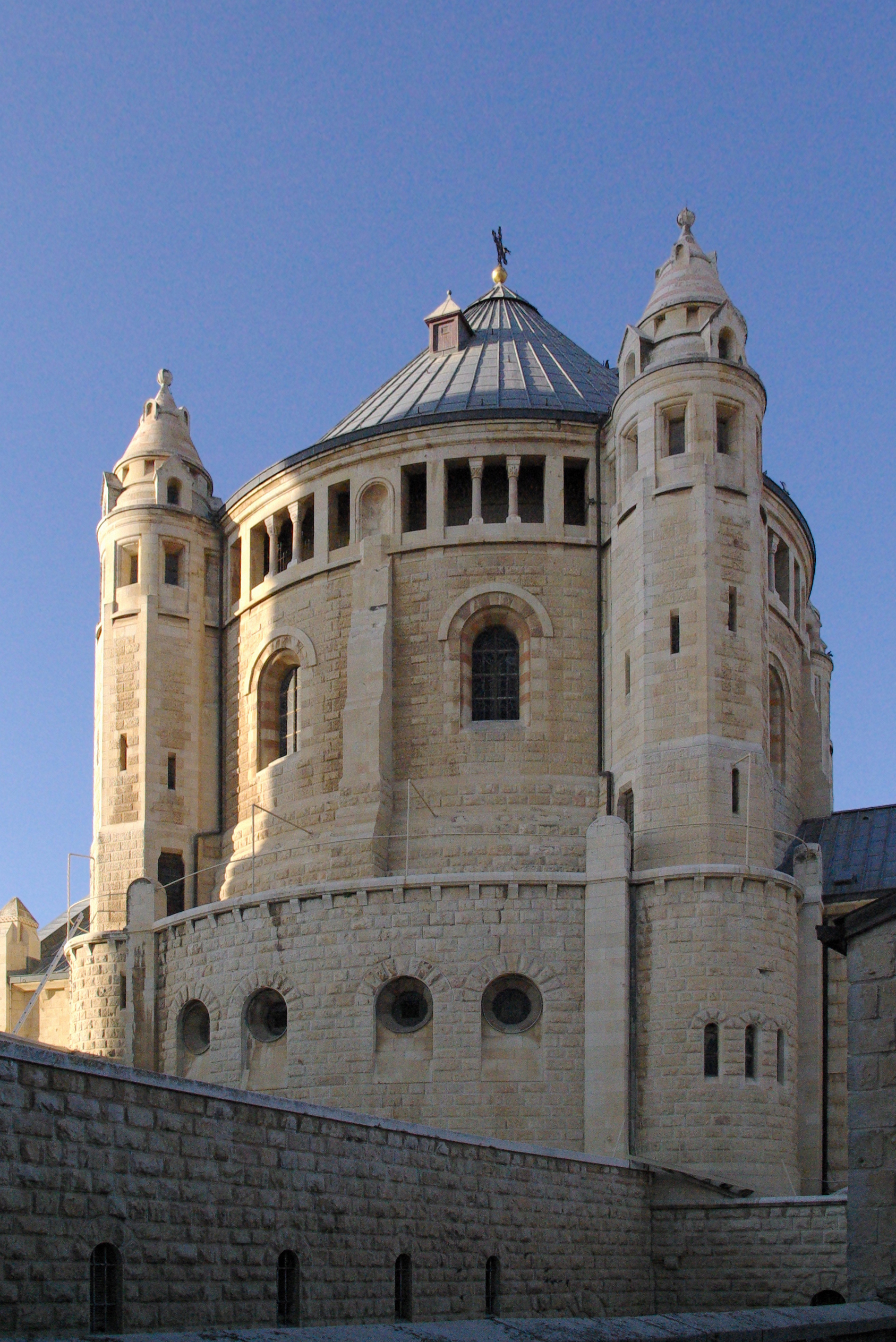
Вигляд від входу у трапезний зал
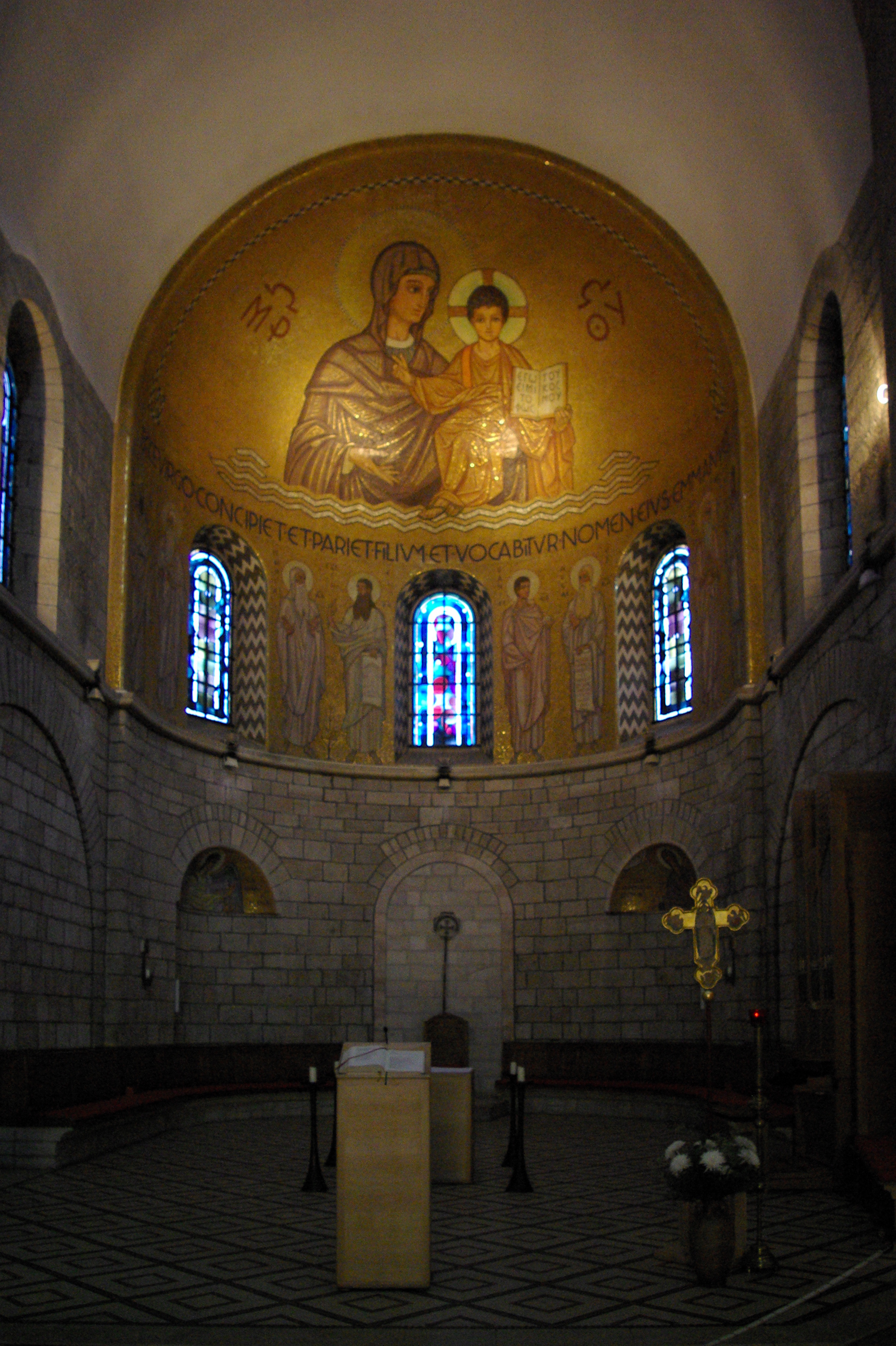
Церковна абсида
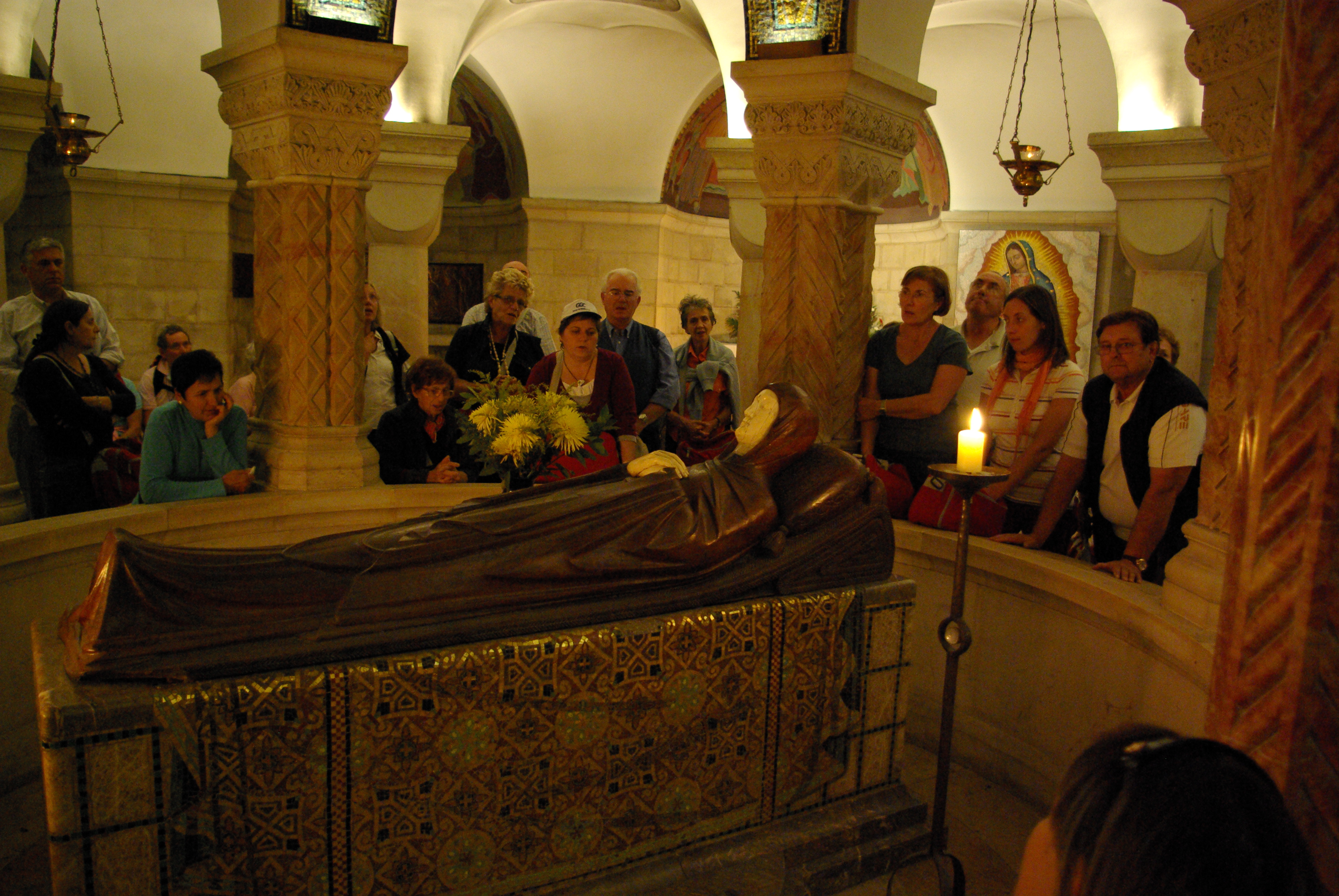
Фігура Діви Марії у крипті церкви